# Vsévolod Balitski
Vsévolod Apollónovich Balitski (en ucraniano: Всеволод Аполлонович Балицький; en ruso: Всеволод Аполлонович Балицкий; Verjnodniprovsk, Ucrania, 27 de noviembrejul./ 9 de diciembre de 1892greg. - Moscú, 27 de noviembre de 1937) fue un oficial soviético, comisario de Seguridad Estatal de 1.ᵉʳ Grado del NKVD (equivalente a un general de cuatro estrellas) y un miembro del Comité Central del Partido Comunista de la Unión Soviética. Fue presidente de la GPU (servicio de inteligencia y policía secreta) en la RSS de Ucrania.

## Biografía
Balitski nació en Verjnodniprovsk, Gobernación de Yekaterinoslav. Inicialmente fue un menchevique, aunque en 1915 se afilió al socialista Partido Bolchevique.
Dirigió el NKVD de la RSS de Ucrania durante el Holodomor. Atribuyó la hambruna a sabotajes por la Organización Militar Polaca y sus colaboradores ucranianos; en realidad, la Organización Militar Polaca había sido disuelta en 1921 después de la guerra polaco-soviética, y los espías polacos restantes en la Ucrania soviética no tuvieron involucramiento alguno. La NKVD usó este cuento como pretexto para deportar a muchos polacos a Kazajastán en 1936. En 1937, el jefe de la NKVD, Nikolái Yezhov utilizó la misma fábula como pretexto primero para purgar a  los polacos de la NKVD y posteriormente para una más amplia limpieza étnica de los polacos en la Unión de Repúblicas Socialistas Soviéticas;  Yezhov atacó a Balitski por no haber sido lo suficientemente duro contra la supuesta amenaza de la Organización Militar polaca.
El 11 de mayo de 1937, Balitski ha sido transferido al Extremo Oriente ruso, con el nuevo rango de Comandante en la NKVD; su asistente, Izrail Leplevsky, le reemplazó en la NKVD ucraniana.
Durante la gran purga  ha sido arrestado el 7 de julio de 1937, acusado de espiar para Polonia. Más tarde, el 27 de noviembre de 1937 —su 45.º cumpleaños—  ha sido sentenciado a muerte y ejecutado el mismo día en Moscú. Fue enterrado en Kommunarka.

## En los deportes
En octubre de 1926, Balitski firmó el acta constitutiva de la sociedad deportiva proletaria de Járkov «Dynamo», que incluyó al equipo de fútbol Dynamo Járkov y equipos de tiro, ciclismo, carrera y esquí, que fueron inicialmente creados como apéndice de la GPU-NKVD.

## Poeta
Habiendo sido uno de los primeros en sumarse a la Checa, la policía secreta de los socialistas bolcheviques, Balitsky publicó en la edición ucraniana de Izvestia en 1919:

Allí, donde aún ayer la vida era tan alegre
fluye el río de sangre

¿y qué?... allí donde fluye

no habrá piedad
nada te salvará, nada.